# Autiosaari (ö i Södra Savolax, Nyslott)
Autiosaari är en ö i Finland. Den ligger i sjön Orivesi och i kommunen Nyslott i den ekonomiska regionen  Nyslott  och landskapet Södra Savolax, i den sydöstra delen av landet, 300 km nordost om huvudstaden Helsingfors. Öns area är 36,3 hektar och dess största längd är 1,2 kilometer i sydöst-nordvästlig riktning.